# بوگوش بیلفسکی
بوگوش بیلفسکی (لهستانی: Bogusz Bilewski؛ ‏ ۲۵ سپتامبر ۱۹۳۰ – ۱۴ سپتامبر ۱۹۹۵) بازیگر اهل لهستان بود.
از فیلم‌ها یا برنامه‌های تلویزیونی که وی در آن نقش داشته‌است، می‌توان به حلقه و رز، سفرهای آقای کِـلِـکْسْ، یانوشیک، ماجراهای میخاو، سیل، سرهنگ وودیوفسکی، جن‌زدگان، دست‌نوشته ساراگوسا و از دوشنبه‌ها بیزارم اشاره کرد.